# Hanna Geremek
Hanna Teresa Geremek z domu Büttner (ur. 19 lutego 1930, zm. 21 lipca 2004) – polska historyk, badaczka dziejów antyku i jego recepcji w Polsce.

## Życiorys
W 1954 ukończyła studia w Instytucie Historycznym Uniwersytetu Warszawskiego. W 1967 uzyskała stopień naukowy doktora na podstawie rozprawy pt. Karanis communauté rurale de l'Égypte a IIe-IIIe siècle de notre ère napisanej pod kierunkiem Izy Bieżuńskiej-Małowist. Pracownik Instytutu Historycznego Uniwersytetu Warszawskiego od 1958 roku, adiunkt tego Instytutu w latach 1967–1979. Na emeryturze od 1982. Współpracownik Ośrodka Badań nad Tradycją Antyczną w Polsce i Europie Środkowowschodniej Uniwersytetu Warszawskiego (OBTA UW).
Należała do Polskiej Zjednoczonej Partii Robotniczej, z której wystąpiła w 1968 w proteście przeciwko inwazji na Czechosłowację. 23 sierpnia 1980 dołączyła do apelu 64 uczonych, pisarzy i publicystów do władz komunistycznych o podjęcie dialogu ze strajkującymi robotnikami.
Jej mężem był od 1952 Bronisław Geremek.

## Publikacje
- Karanis communauté rurale de l'Égypte a IIe-IIIe siècle de notre ère, trad. par Halina Gołębiowska, Wrocław: Zakład Narodowy im. Ossolińskich Wydawnictwo PAN 1969.
- (przekład) Georges Duby, Rycerz, kobieta i ksiądz : małżeństwo w feudalnej Francji, przeł. Hanna Geremek, Warszawa: Państwowy Instytut Wydawniczy 1986.
- Tadeusz Zieliński, Kultura i rewolucja: publicystyka z lat 1917–1922, przeł., oprac. i wstępem opatrzyła Hanna Geremek, Warszawa: „DiG” 1999.
- Tadeusz Zieliński, Autobiografia; Dziennik 1939–1944, podali do dr. Hanna Geremek i Piotr Mitzner, Warszawa: Wydawnictwo DiG - Ośrodek Badań nad Tradycją Antyczną w Polsce i Europie Środkowowschodniej Uniwersytetu Warszawskiego 2005.